# 梅田浩
梅田 浩（うめだ ひろし、1983年10月25日 - ）は、愛媛県松山市出身の元プロ野球選手（外野手、捕手）。

## 来歴・人物

### プロ入り前
松山商業高校3年夏に右翼手として甲子園に出場しベスト4に進出。
創価大学では通算15本塁打。東京新大学リーグで2005年秋に打点王に輝いた。同年のドラフトで創価大時代のチームメイトである八木智哉、高口隆行と共にプロ指名を受け、読売ジャイアンツに入団。

### プロ入り後
大学時代から捕手と外野手を兼任していたが、巨人側は捕手としての資質も評価しておりプロ1年目は捕手で登録された。2006年のイースタン・リーグでは若手捕手層の厚さもあって捕手としての出場機会に恵まれず、シーズン中盤以降は外野手としての出場に限られた。
2007年の開幕直前に、登録が捕手から外野手へと変更され外野手に専念することとなる。二軍ではその長打力を見込んで四番として開幕から継続起用されていたが、怪我で戦線離脱し、結局二軍で打率.229、本塁打3の成績に終わった。しかし、北京五輪代表チームとの練習試合では武田久からヒットを放つなど、着実に成長していた。
2008年は二軍で打率.281とまずまずの成績を残すが、10月1日に読売ジャイアンツから戦力外通告を受けた。その後12球団合同トライアウトに参加するが契約は果たせなかった。

### 巨人退団後
引退後は神奈川県横浜市港北区で野球塾を開講し、その後2013年10月より、東京ドームシティ内の屋内型スポーツ施設「スポドリ！」にて開校された「東京ドーム野球塾」元チームメイトの酒井純也とともに塾長を務めている。

## 選手としての特徴
武器は長打力のある打撃。地肩も強く、捕手・外野とも安定して守れる（球団による選手紹介）。

## 詳細情報

### 年度別打撃成績
- 一軍公式戦出場なし

### 背番号
- 65 （2006年 - 2008年）